# Jean-François Arrighi
Jean-François Mathieu Arrighi (* 1. Mai 1918 in Vico; † 1. Dezember 1998 in Rom) war ein französischer Geistlicher und Kurienbischof der römisch-katholischen Kirche.

## Leben
Jean-François Arrighi studierte Philosophie und Katholische Theologie am Institut Catholique de Paris, wo er Lizenziate in den Fächern Katholische Theologie und Kanonisches Recht erwarb. Arrighi wurde am 28. Juni 1947 in der Kirche St-Joseph-des-Carmes in Paris zum Diakon geweiht. Er empfing am 27. März 1948 durch den emeritierten Bischof von Saint-Dié, Émile Blanchet, das Sakrament der Priesterweihe.
Von 1949 bis 1954 war Jean-François Arrighi als Ökonom der Kirche San Luigi dei Francesi in Rom tätig, bevor er Verwalter der Stiftung Pieux Établissements de la France à Rome et à Lorette wurde. Arrighi war von 1955 bis 1960 Mitarbeiter der Kongregation für die orientalischen Kirchen. 1960 wurde er Untersekretär des Sekretariates zur Förderung der Einheit der Christen und 1974 zudem Rektor der Kirche Santissima Trinità dei Monti.
Am 17. April 1985 ernannte ihn Papst Johannes Paul II. zum Titularbischof von Vico Equense und zum Vizepräsidenten des Päpstlichen Rates für die Familie. Der Präsident des Päpstlichen Rates für die Familie, Édouard Kardinal Gagnon PSS, spendete ihm am 9. Juni desselben Jahres in der Basilika Santa Maria sopra Minerva in Rom die Bischofsweihe; Mitkonsekratoren waren der Präfekt der Präfektur des Päpstlichen Hauses, Kurienbischof Jacques-Paul Martin, und der Bischof von Ajaccio, Jean-Charles Thomas. Im Dezember 1985 berief ihn Johannes Paul II. zudem zum Mitglied des Päpstlichen Rates zur Förderung der Einheit der Christen.
Papst Johannes Paul II. nahm am 5. November 1992 das von Jean-François Arrighi aus Altersgründen vorgebrachte Rücktrittsgesuch an.